# Iacono (cognome)
Iacono è un cognome di lingua italiana.

## Varianti
Arcidiaco, Arcidiacona, Arcidiacono, Dello Iacono, Dello Jacono, Diaco, Diaconi, Diacono, Iacona, Jacona, Jacono, La Iacona, La Iacono, La Jacona, Lo Iacona, Lo Iacono, Lo Jacono, Loiacono, Lojacono, Zagallo, Zaganelli, Zagani, Zagati, Zagato, Zagatti, Zagatto, Zaghet, Zaghetti, Zaghetto, Zaghi, Zaghini, Zaghino, Zago, Zagolin, Zagotto.

## Origine e diffusione
Cognome tipicamente panitaliano, è presente prevalentemente in Italia meridionale.
Potrebbe derivare dal termine diacono, titolo ecclesiastico, e da sue varianti dialettali.
La variante Arcidiacono è meridionale; Diaco è centro-meridionale; Zago è settentrionale, prevalente nelle Venezie.

## Persone
- Antonio Iacono, meglio noto come Dominot – attore, mimo, cantante e trasformista italiano
- Franco Iacono – politico italiano
- Gianluca Iacono – attore e doppiatore italiano